# مس سرچشمه
شهر  مس سرچشمه رفسنجان  شهری کوهستانی و سردسیر از توابع بخش مرکزی شهرستان رفسنجان در استان کرمان  است. این شهر در فاصله ٥٠ کیلومتری شهر رفسنجان واقع شده‌است و جمعیت این شهر در سال ۱۳۸۵، برابر با ۹٫۱۸۲ نفر بوده‌است.مس سرچشمه رفسنجان در سال 51 بنام شرکت مس سرچشمه رفسنجان در اداره اسناد رفسنجان ثبت داده شده است و بعدها به نام شرکت ملی مس تغییر نام داد

## اقلیم و آب وهوا
شهرسرچشمه در منطقه‌ای کوهستانی و سردسیر واقع است و از ارتفاع زیادی از سطح دریا برخوردار است. ارتفاع این شهر از سطح دریا ۲٬۵۲۴ متر است و این شهر یکی از مرتفع ترین شهرهای ایران به شمار می آید. سرچشمه، زمستان‌های بسیارسرد و پربرف و تابستان‌های خنک و ملایم دارد.

## صنعت
صنایع و معدن مس سرچشمه در نزدیکی این شهر قرار گرفته‌است. این معادن یکی از عظیم‌ترین معادن مس جهان است که معدن مس سرچشمه رفسنجان و چندین معدن مس دیگر جزو بخش مرکزی رفسنجان محسوب می شوند و بزرگترین مجتمع صنایع مس جمهوری اسلامی ایران در شهرسرچشمه رفسنجان واقع شده‌است. متأسفانه روش استخراج از این معدن بعد از گذشت ۴۰ سال هنوز تغییر عمده نداشته‌است وباعث آلودگی آب وهوای  شهر رفسنجان و روستاهاي اطراف از جمله  مغوییه و روستاهاي منطقه بارچی رفسنجان گردیده است. این آلودگی منجر به عوارض مختلف از جمله سقط جنین - مرگ ناگهانی- مشکلات گوارشی شدید و سرطان می‌گردد

## ورزش
باشگاه فرهنگی، ورزشی مس سرچشمه مهمترین باشگاه این شهراست که در رشته‌های مختلفی از جمله فوتبال، تیراندازی و سایر رشته‌ها فعال است. این باشگاه از ورزشگاه و امکانات بسیار خوبی برخورداراست. از باشگاه‌های ثروتمندایران محسوب می‌شود.

### زیرساخت های ورزشی سرچشمه
- مجموعه ورزشی شهید زینلی سرچشمه

## فضای سبز شهری
- شهربازی سرچشمه
- پارک شهر

## فاصله از سایر شهرها
- مسافت تا ((رفسنجان)) 40 کیلومتر
- مسافت تا کرمان: ۱۸۳ کیلومتر
- مسافت تا  شهربابک : ۹۰ کیلومتر
- مسافت تا سیرجان: ۹۸ کیلومتر
- مسافت تا تهران: ۹۲۶ کیلومتر